# SOD2
SOD2（superoxide dismutase 2）は、マンガンスーパーオキシドジスムターゼ（MnSOD）としても知られ、ヒトでは6番染色体に位置するSOD2遺伝子にコードされる酵素である。関連する偽遺伝子が1番染色体上に同定されている。この遺伝子からは選択的スプライシングにより、複数の転写バリアントが生じる。SOD2は、鉄/マンガンスーパーオキシドジスムターゼファミリーのメンバーである。SOD2は四量体を形成するミトコンドリアタンパク質であり、各サブユニットに1つのマンガンイオンが結合する。このタンパク質は酸化的リン酸化の副産物であるスーパーオキシドを結合し、過酸化水素や二原子酸素へ変換する。SOD2遺伝子の変異は、特発性心筋症（IDC）、早老、孤発性の運動ニューロン疾患、そしてがんと関連している。

## 構造
SOD2遺伝子は、4個のイントロンによって隔てられた5個のエクソンから構成される。この遺伝子は非典型的な5'近位プロモーターを持ち、TATAやCAATの代わりにGCに富む配列が存在する。また2番目のイントロンにエンハンサーが存在する。近位プロモーター領域には、Sp1、AP-2、EGR1といった転写因子が結合する複数の部位が存在する。SOD2は鉄/マンガンスーパーオキシドジスムターゼファミリーのミトコンドリア型のメンバーである。SOD2は四量体を形成するミトコンドリアマトリックスタンパク質であり、各サブユニットに1つのマンガンイオンが結合する。マンガンイオン結合部位は三方両錘形であり、4か所はタンパク質由来のリガンド、1か所は溶媒リガンドが配位する。配位している溶媒リガンドは水酸化物イオンであり、酵素の電子受容体として機能していると考えられている。活性部位のくぼみでは、金属の溶媒リガンドと水素結合を介して連結されたいくつかの残基側鎖によるネットワークが形成されている。特に、高度に保存された残基であるTyr34は水素結合ネットワークに重要な役割を果たしており、この残基のニトロ化によってタンパク質の触媒活性は阻害される。このタンパク質には、N末端にミトコンドリアマトリックスへの標的化を担うミトコンドリアリーダー配列が存在し、ミトコンドリアでは電子伝達系で生成された活性酸素種を過酸化水素へ変換する機能を果たしている。

## 機能
鉄/マンガンスーパーオキシドジスムターゼファミリーの一員として、SOD2はミトコンドリアの電子伝達系の副産物として生じる有害なスーパーオキシドを過酸化水素や二原子酸素へ変換する。この機能によってミトコンドリアの活性酸素種は除去され、細胞死から保護される。このタンパク質は酸化ストレス、電離放射線照射、炎症性サイトカインによるアポトーシスに対抗する役割を果たしている。

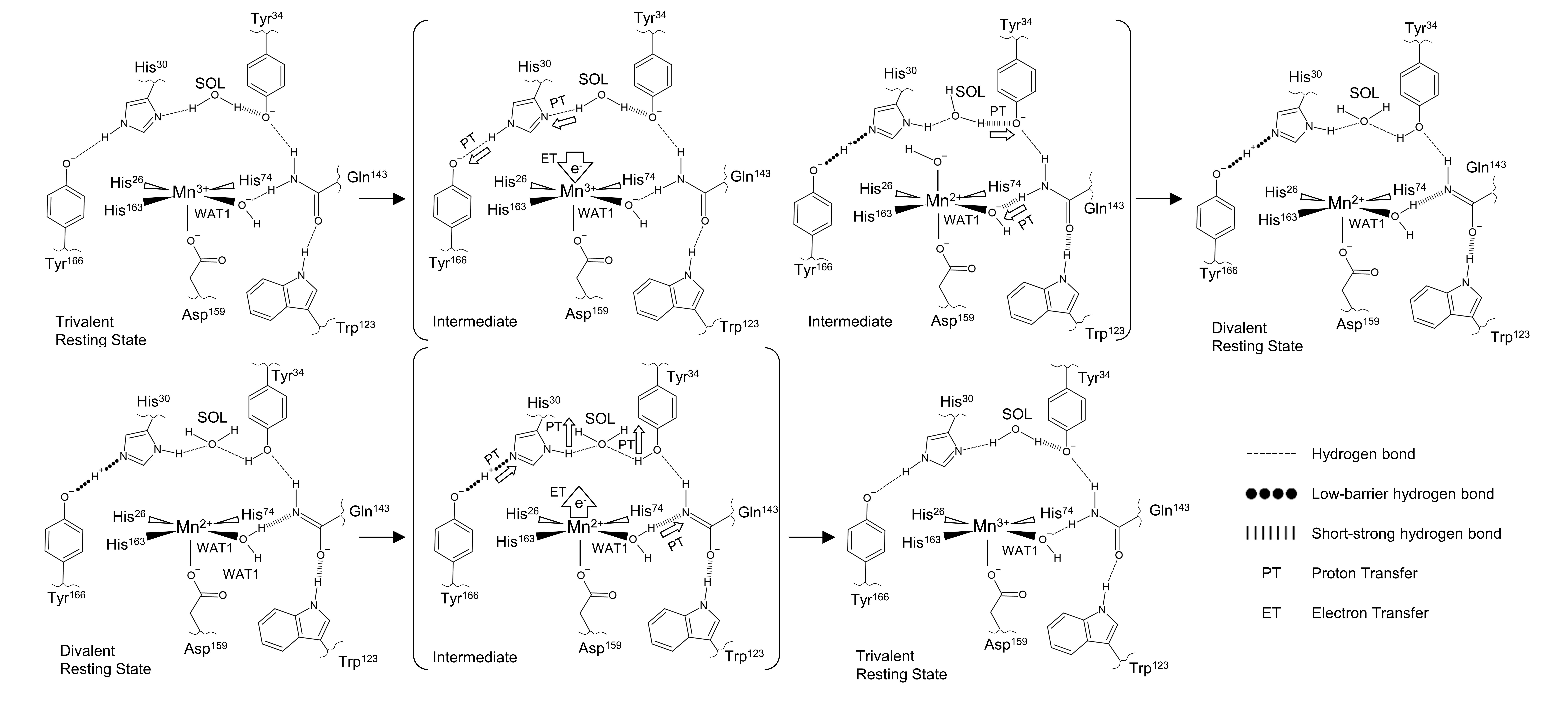
SOD2によるプロトン共役電子伝達機構

### 機構
SOD2は循環的なプロトン共役電子伝達反応によって、スーパーオキシド（O2•-）を酸素（O2）または過酸化水素（H2O2）のいずれかへ変換する。どちらに変換されるかはマンガンの酸化状態と活性部位のプロトン化状態に依存している。
Mn3+ + O2•- ↔ Mn2+ + O2
Mn2+ + O2•- + 2H+ ↔ Mn3+ + H2O2
活性部位のプロトンは中性子回折によって直接的に可視化されており、各電子伝達段階ごとに活性部位の残基間をプロトンが転移していくことが明らかにされている。この過程では循環的な脱プロトン化とプロトン化が行われるグルタミン残基や、一般的な値とは大きく異なるpKaを有するアミノ酸残基など、通常はみられないような化学的機構が用いられていることが示されている。また、一部のセリンプロテアーゼのAsp-Ser-His型触媒三残基にみられるものと類似した、低障壁水素結合によるプロトン転移の促進や中間体の安定化が観察されている。

## 臨床的意義
SOD2はアポトーシスシグナル伝達や酸化ストレスの重要な構成要素であり、特にミトコンドリアを介した細胞死経路や心筋細胞におけるアポトーシスシグナルに重要である。

### がんのリスク
SOD2の多型とがんリスクとの関連が多くの研究で報告されているが、これらで一貫した結果が得られているわけではない。これらの研究のメタアナリシスでは、SOD2の多型と非ホジキンリンパ腫、肺がん、大腸がんの発生との関連が示されている。

### 酸化ストレスにおける役割
SOD2は、虚血再灌流障害、特に心臓発作（虚血性心疾患）時の心筋での、酸化ストレスによる活性酸素種（ROS）の放出において中心的役割を果たしている。虚血性心疾患は主要な冠動脈の1つの閉塞を原因とし、欧米における死亡や罹患の主要因となっている。虚血再灌流時のROSの放出は、細胞に対する直接的効果、そしてアポトーシスシグナルを介した効果によって、細胞損傷や細胞死に大きく寄与する。SOD2はROSの有害な影響を抑えることが知られており、心臓保護に重要である。さらにSOD2は、虚血プレコンディショニングなどによる、虚血再灌流障害に対する心臓保護への関与も示唆されている。
こうした細胞保護効果のため、SOD2の過剰発現は腫瘍転移における浸潤性の増大と関連づけられている。また、ROSの濃度を制御する役割は、老化、がん、神経変性疾患とも関係している。SOD2遺伝子の変異は特発性心筋症（IDC）、孤発性の運動ニューロン疾患、そしてがんと関連している。広くみられる多型の1つにミトコンドリア標的化配列に位置するもの（Val9Ala）があり、この多型は多くの病理への感受性の増大と関連している。また、Sod2を欠くマウスは出生直後に致死となることから、スーパーオキシド濃度が無制御な状態では哺乳類は生存できないことが示唆される。Sod2を50%欠くマウスの寿命は正常であり、表現型的欠陥もほとんどみられないものの、DNA損傷は増加し、がんの発生率も上昇する。キイロショウジョウバエDrosophila melanogasterでは、Sod2の過剰発現によって最大寿命が20%から37%伸長することが示されている。

## 酵母での研究
野生型の出芽酵母Saccharomyces cerevisiaeでは、細胞老化に伴ってDNAの断片化は3倍に増大するが、SOD2が存在しない場合には5倍にも増大する。ROSの産生も細胞の老化とともに増大するが、SOD2変異体では野生型細胞よりも増大の程度が大きくなる。分裂酵母Schizosaccharomyces pombeでは、SOD2の欠損によって定常期の細胞老化が劇的に高まり、細胞生存が低下する。

## 無脊椎動物における役割
SOD2は酸化ストレスの管理に大きな役割を果たしており、ミトコンドリアの必須の構成要素となっている。SOD2のSOD1やSOD3との類似性は、脊椎動物だけでなく無脊椎動物でも高度に保存されている。ショウジョウバエのSod2変異体では、複数の機能性指標において、確率論的かつ並行的な機能低下の進行が観察される。Sod2変異体では器官系内で機能低下のカスケードが観察され、こうした機能低下はある器官に異常が生じ、その後に他の器官に異常が生じる、というような連鎖反応的な進行ではなく、むしろ同時並行的に進行する。すなわち、あらゆる時点でさまざまな器官系に影響が生じる可能性がある。一方で、こうした低下は不可逆的なものではなく、自発的な機能回復も時折観察される。無脊椎動物においてSOD2の欠陥の影響を受ける組織は、主に筋肉、心臓、脳である。こうした組織におけるROSの影響は細胞機能の喪失をもたらすだけでなく、寿命も大きく短縮される。酸化ストレスの管理におけるSOD2の役割は脊椎動物と無脊椎動物の双方で受け入れられている一方で、Caenorhabditis elegansで行われた研究ではSOD2を含む5種類のSODファミリーのメンバーの一部を除去することにより、野生型よりも寿命が伸長することも発見されている。

## 動物研究
動物では、運動トレーニングによって心筋のMnSOD活性の増大が引き起こされる。虚血再灌流誘発性の不整脈や梗塞に対し、運動トレーニングによって最適な保護効果を得るためにこのMnSOD活性の増大が必要であることは、MnSODに対するアンチセンスオリゴヌクレオチドを用いて活性増大を妨げる実験から示されている。
マウスモデルでは、Sod2の欠損によって引き起こされるミトコンドリアの酸化ストレスは、皮膚の細胞老化や、DNA二本鎖切断の増加などの老化表現型を促進することが示されている。マウス表皮でのSod2の喪失による細胞老化は、ケラチノサイトの一部の増殖の不可逆的停止をもたらす。結合組織特異的にSod2を欠損したマウスは寿命が短縮し、体重低下、皮膚の萎縮、脊柱後弯、骨粗鬆症、筋変性といった老化関連表現型が早期に出現する。マウスでのSod2の過剰発現は寿命を伸長することが示されている。

## 相互作用
SOD2遺伝子領域には次のような転写因子が結合する。 
- Sp1[6]
- NF-κB,[6]
- AP-1[6]
- AP-2（英語版）[6]
- EGR1（英語版）[6]
- CREB[6]
- p53[6]
- NFE2L2（英語版）[6]

SOD2タンパク質は、HIV-1のTatやVifと相互作用することが示されている。

## 関連文献
- “Superoxide dismutase multigene family: a comparison of the CuZn-SOD (SOD1), Mn-SOD (SOD2), and EC-SOD (SOD3) gene structures, evolution, and expression”. Free Radical Biology & Medicine 33 (3):  337–49. (Aug 2002). doi:10.1016/S0891-5849(02)00905-X. PMID 12126755.
- “Vascular protection: superoxide dismutase isoforms in the vessel wall”. Arteriosclerosis, Thrombosis, and Vascular Biology 24 (8):  1367–73. (Aug 2004). doi:10.1161/01.ATV.0000133604.20182.cf. PMID 15166009.